# Sociedade Diplomática de São Gabriel
Sociedade Diplomática de São Gabriel (DSSG, em inglês: Diplomatic Society of Saint Gabriel), com sede das Nações Unidas, em Nova Iorque, é uma organização sem fins lucrativos na forma de uma associação de diplomatas, funcionários consulares e outros profissionais de relações internacionais dedicados em promover a paz e o crescimento espiritual no Mundo, a começar pelos seus membros, criada em 29 de setembro de 1996, dia da festa do Arcanjo Gabriel.
Embora primariamente seja uma sociedade de diplomatas católicos, instituída sob ideais das ordens de cavalaria, também conhecidos por Cavaleiros de São Gabriel (do inglês: Diplomatic Order of the Knights of Saint Gabriel), se envolve também de muito perto com irmãos e irmãs de todas as fés religiosas, particularmente na promoção do diálogo inter-religioso e ecuménico.
Ela tomou como inspiração e guia espiritual o Arcanjo Gabriel por ser o santo padroeiro das missões diplomáticas, isto porque é reconhecido pelas religiões abraâmicas - o Cristianismo, o Islamismo e o Judaísmo - como "O Mensageiro de Deus".
Os seus sócios fundadores eram inicialmente diplomatas de Moçambique, Filipinas, Eslováquia, USA e Venezuela, mas, gradualmente tem se expandido para outros residentes especialmente na Albânia, Argentina, Áustria, Brasil, Bulgária, Canadá, Chile, República Dominicana, El Salvador, Geórgia, Hungria, Itália, Jamaica, Holanda, Nicarágua, Nigéria, Libéria, Malta, Ilhas Marshall, México, Peru, Portugal, Seychelles, Malta, Suíça, Turquia e Ucrânia.
O DSSG tem a honra de ser listada como consultora na ONU para a Educação, a Acção Social e a Cultura (UNESCO), assim como na Arquidiocese de Manila, no Conselho Mundial de Igrejas (CMI), na Aliança Internacional dos Cavaleiros Católicos (IACK), na Ordem Soberana Militar de Malta, e em muitas outras organizações diplomáticas e religiosas em todo o mundo.

## Missão
1. Fomentar a paz universal, o desenvolvimento, a justiça, a cooperação, prosperidade e fraternidade consagrados na Carta das Nações Unidas.

1. Servir como uma organização não-governamental fraterna e profissional dos diplomatas, funcionários consulares e outros profissionais de relações internacionais.

1. Realizar projectos em apoio às iniciativas globais importantes, particularmente nas esferas humanitárias e de construção da paz.

1. Promover o desenvolvimento profissional e espiritual de seus membros e o diplomático profissional como um todo, através de actividades em rede, educação e salutar companheirismo.